# Xystrota erythrata
Xystrota erythrata là một loài bướm đêm trong họ Geometridae.